# Ohranlegeoperation nach Converse
Die Ohranlegeoperation nach Converse ist eine herkömmliche oder traditionelle  Methode der Otopexie. Sie ist unter den traditionellen Methoden die am häufigsten angewendete Ohranlegeoperation.

## Geschichte
Converse beschrieb seine Methode 1955
und 1963.

## Operationsmethode
Es handelt sich um eine Anthelixplastik, die mit der Schnitt-Nahttechnik durchgeführt wird.

### Vorgehensweise
Auf der Rückseite der Ohrmuschel wird ein langer Schnitt gemacht und ein Hautstreifen entfernt. Der Knorpel wird an mehreren Stellen vollständig durchtrennt. Bei dickem Knorpel wird er auf der Rückseite der Anthelix dünner gemacht, indem mit einem Messer Knorpel flach abgetragen wird. Bei großem Cavum conchae (Vertiefung vor dem Gehörgangseingang) wird zu seiner Verkleinerung zusätzlich ein halbmondförmiges Knorpelstück aus der Concha entfernt. Oder es wird eine sogenannte Concharotation durchgeführt, bei der zuerst Muskel- und Bindegewebe aus dem Sulcus posterior (Region des Ansatzes der Ohrmuschel am Kopf) entfernt wird und dann das Ohr mit Nähten, die zwischen Knochenhaut des Schädels und dem Conchaknorpel verlaufen, zum Kopf hin gedreht und so sein Abstand verringert wird. Mit mehreren Matratzennähten, die im Knorpel verankert werden, wird eine neue Anthelixfalte geformt oder eine schwach ausgebildete Anthelixfalte stärker gebogen. Nach Einlegen eines Drainageschlauches für 1 oder 2 Tage wird die Hautwunde der Ohrmuschelrückseite vernäht. Mitunter wird die neu geformte Anthelix zusätzlich mit äußeren Matratzennähten fixiert, die über kleine Tupfer geknüpft werden, damit sie nicht in die Haut einschneiden. Es wird meistens für 1 bis 2 Wochen ein Verband angelegt.
Das Verfahren nach Converse gehört zusammen mit den Ohranlegeoperationen nach Mustardé und Stenström zu den Standardmethoden der traditionellen Ohranlegeoperationen. Von ihnen wurden zahlreiche Varianten der Ohranlegung abgeleitet.

## Risiken und Komplikationsmöglichkeiten
Möglich sind nach Weerda: Verformungen der Ohrmuschel bis hin zu Deformationen in allen Ebenen durch Knorpelzerstörungen (sogenanntes „Katastrophenohr“ nach Staindl) zu eng anliegendes Ohr; Telefonhörerohr und umgekehrtes Telefonhörerohr; sichtbare, kosmetisch entstellende Knorpelkanten und Hauteinziehungen entlang der Anthelixvorderfläche und im Cavum conchae; Infektion mit Abszess oder Knorpelentzündung (Perichondritis); Fadenfistel; Fadenabstoßung; Granulom; Atherom; Blutungen; Hämatom, Rezidiv (Ohren stehen wieder ab); zu eng anliegendes Ohr, hypertrophe Narbe oder Keloid entlang des Hautschnitts, Überempfindlichkeit und Schmerzen bei Druck und Kälte; Gewebsuntergang Nekrose durch Druck bei zu eng anliegendem, hartem Verband; Einengung der Gehörgangsöffnung; stärkere Asymmetrie der Ohrabstände (siehe auch Kapitel Otopexie).